# Episodi di California (prima stagione)
Questa voce contiene trame, dettagli e crediti dei registi e degli sceneggiatori della prima stagione della serie televisiva California.
Negli Stati Uniti d'America, è stata trasmessa per la prima volta dalla CBS dal 6 dicembre 1979 al 27 marzo 1980, posizionandosi al 32º posto nei rating Nielsen di fine anno con il 20,0% di penetrazione e con una media superiore ai 15 milioni di spettatori.
In Italia è stata trasmessa in prima visione dalle reti locali del circuito GBR nel 1981 con il titolo di Da Dallas a Knots Landing. Successivamente è stata trasmessa da Rete 4 col titolo California e dalle TV private (ad esempio TST) col titolo originale Knots Landing.
Il cast regolare di questa stagione è composto da: James Houghton (Kenny Ward), Kim Lankford (Ginger Ward), Michele Lee (Karen Fairgate), Constance McCashin (Laura Avery), Don Murray (Sid Fairgate), John Pleshette (Richard Avery), Ted Shackelford (Gary Ewing), Joan Van Ark (Valene Ewing)
| nº | Titolo originale            | Titolo italiano               | Prima TV USA     | Prima TV Italia |
| -- | --------------------------- | ----------------------------- | ---------------- | --------------- |
| 1  | Pilot                       | Dallas addio                  | 27 dicembre 1979 |                 |
| 2  | Community Spirit            | J.R. la lunga mano di Dallas  | 3 gennaio 1980   |                 |
| 3  | Let Me Count the Ways       | Metodi moderni                | 10 gennaio 1980  |                 |
| 4  | The Lie                     | Mentire                       | 17 gennaio 1980  |                 |
| 5  | Will the Circle Be Unbroken | Il passato ritorna            | 25 gennaio 1980  |                 |
| 6  | Home Is for Healing         | Il ritorno di Lucy            | 31 gennaio 1980  |                 |
| 7  | Land of the Free            | Il prezzo della libertà       | 7 febbraio 1980  |                 |
| 8  | Civil Wives                 | Ospite un po' troppo esigente | 14 febbraio 1980 |                 |
| 9  | The Constant Companion      | Ammiratore crudele            | 21 febbraio 1980 |                 |
| 10 | Small Surprises             | Decisione difficile           | 6 marzo 1980     |                 |
| 11 | Courageous Convictions      | L'importante è ammetterlo     | 13 marzo 1980    |                 |
| 12 | Bottom of the Bottle (1)    | Fondo di bottiglia (1)        | 20 marzo 1980    |                 |
| 13 | Bottom of the Bottle (2)    | Fondo di bottiglia (2)        | 27 marzo 1980    |                 |

## Dallas addio
- Titolo originale: Pilot
- Diretto da: Peter Levin
- Scritto da: David Jacobs

### Trama
- Special Guest Star: Karen Allen (Annie), Patrick Duffy (Bobby Ewing)
- Altri interpreti: Claudia Lonow (Diana), Steve Shaw (Eric), Pat Petersen (Michael), Justin Dana (Jason), Del Russel, Bill McLaughlin

## J.R. la lunga mano di Dallas
- Titolo originale: Community Spirit
- Diretto da: James Sheldon
- Scritto da: Elizabeth Pizer

### Trama
- Special Guest Star: Larry Hagman (J.R. Ewing)
- Guest Star: Joseph Hacker (Chip Todson)
- Altri interpreti: Claudia Lonow (Diana), Steve Shaw (Eric Fairgate), Robert Doqui (Jack Whitcomb), Danny Gellis (Jason Avery)

## Metodi moderni
- Titolo originale: Let Me Count the Ways
- Diretto da: Henry Levin
- Scritto da: William Carlisle Hopkins

### Trama
- Guest Star: David James Carroll (David Crane), Sherri Stoner (Mary Ann)
- Altri interpreti: Claudia Lonow (Diana), Steve Shaw (Eric Fairgate), Fran Bennett (Bev Tolner), Pat Petersen (Michael), Jennifer Rhodes